# Соч (Ясси)
Соч (рум. Soci) — село у повіті Ясси в Румунії. Входить до складу комуни Мірословешть.
Село розташоване на відстані 308 км на північ від Бухареста, 71 км на захід від Ясс.

## Населення
За даними перепису населення 2002 року у селі проживала 1501 особа. Усі жителі села рідною мовою назвали румунську.
Національний склад населення села:
| Національність | Кількість осіб | Відсоток |
| -------------- | -------------- | -------- |
| румуни         | 1491           | 99,3%    |
| цигани         | 10             | 0,7%     |